# Luapula (provins)
 Ikke at forveksle med Luapula (flod).
Luapula-provinsen er en af Zambias ti provinser der ligger i den nordlige del af landet. Luapulaprovinsen er opkaldt efter Luapulafloden og dens hovedstad er byen Mansa. Ifølge den zambianske folketælling i 2022 havde provinsen en befolkning på 1.519.478, hvilket udgjorde 7,72 procent af landets samlede befolkning.
Provinsen har en international grænse til Den Demokratiske Republik Congo (DR Congo) og strækker sig indenlandsk langs Luapula-flodens nordlige og østlige bred fra Bangweulusøen til Mwerusøen. Provinsen er beboet af Lundafolket, som også er den største stamme i landet. Sproget Bemba er et af de udbredte i provinsen. De vigtigste erhverv er landbrug og fiskeri, hvor kassava er den vigtigste afgrøde. Lumangwevandfaldene, Mumbuluma-vandfaldene, Mumbotuta-vandfaldene, Kundabwika-vandfaldene og Chilongo-vandfaldene er de største vandfald.
Provinsens hovedpulsåre er motorvejen Samfya - Mansa - Mwansabombwe - Nchelenge kendt uformelt som Zambia Way. Provinsen grænser op til Luapula-floden gennem Mweru-søen og mod nord til DR Congo. Den er den fattigste af alle provinser i Zambia, med omkring 80,5 procent af befolkningen der regnes for fattige, i folketællingen i 2010. Den har otte store attraktioner blandt andet dens vandfald, dyreliv og kulturarv. Store mineralforekomster er fundet i provinsen er mangan, kalk, kobber og ædle metaller.

## Historie
I det 19. århundrede var dalen domineret af kongeriget Lunda af Mwata Kazembe. Grænserne for provinsen mellem Zambia og DR Congo var i mange år omstridt, lige fra en traktat fra 1894 til slutningen af 1960'erne. Provinsen har en lang historie med at væbnet modstand. Fra 1950'erne var der revolutionære grupper, der støttede den antiføderationistiske afrikanske nationalkongres. Efter uafhængigheden var provinsen base for det militante United National Independence Party (UNIP). Laupula har løbende migration af arbejdskraft fra DR Congo og også fra den nærliggende Copperbeltprovins. I 1980'erne udnævnte daværende præsident Kenneth Kaunda traditionelle chefer for regionen eller medlemmer af UNIP's magtfulde centralkomité som distriktsguvernører. Praksis blev opfattet på samme måde som kolonistyrets, hvor lokale ledere blev udnævnt til politiske stikllinger. Mwata Kazambe blev distriktsguvernør for provinsen i 1980'erne.
Provinsen grænser op langs Luapula-floden, gennem Mwerusøen og mod nord af DR Congo. Congo Pedicle ligger mellem provinsen og det industrielle og kommercielle hjerteland i Kobberbæltet. Problemerne med transport blev delvist løst med konstruktionen af Luapula-broen og Samfya - Serenje-vejen, og blev yderligere afhjulpet da man byggede Chembebroen. Hovedstaden i provinsen er Mansa, som også er administrationsby for Mansa-distriktet.

## Kultur og turisme
Lumangwe-vandfaldene beliggende i Mporokoso-distriktet, Ntumbacushi-vandfaldet i Kawambwa-distriktet, Kabwelume-vandfaldene ved Kalungwishi-floden, Mumbuluma-vandfaldene i Mansa, Mumbotuta-vandfaldene i sammenløbet mellem Mumbotuta-floden og Luapula-floden, Kundabwika-vandfaldene, Chilongo vandfaldene ligger 85 km fra Kawambwa boma, er de største vandfald i provinsen. Andre attraktioner i provinsen er Samfya-stranden ved Bangweulusøen, bredden af Lake Mweru i Chienge-distriktet og Nchelemge-stranden ved Lake Mweru. Lusenga Plain National Park og Bangweulu vådområder er de største områder med vilde dyr i provinsen. Lake Mweru, Luapulafloden, Bangweulusøen og dens vådområder har eksotisk fugleliv, vanddyr og fisk.